# 特殊戦司令部
特殊戦司令部（とくしゅせんしれいぶ、韓: 특수전사령부、英: Republic of Korea Army Special Warfare Command/ ROKA-SWC）は大韓民国軍の陸軍に属する組織の一つで、特殊作戦任務を統括する司令部である。通称「特戦司」（특전사）、もしくはコムンベレー（검은 베레）と呼ばれる。
朝鮮戦争の際、北朝鮮軍はパルチザンや敗残兵を用いて、韓国国内において後方地域に対する破壊・妨害活動を執拗に実施し、第一線の作戦や兵站、民生活動に負荷を強いて大きな影響を及ぼした。この、教訓に対して韓国陸軍が出した回答のひとつが特殊戦司令部の創設であった。
任務としては、韓国国内におけるカウンターゲリラによる、各種妨害活動を実施することが期待される。

## 沿革

### 司令部創設前
韓国軍における特殊部隊の歴史は朝鮮戦争中にアメリカ第8軍作戦参謀部隷下国連駐韓国遊撃歩兵（UNPFK）のKLO·8240部隊（KLO部隊と各種遊撃隊を統合した部隊）を起源とする。8240部隊は1953年8月に8250部隊に改編され、54年3月に解体された。
1958年4月1日、元8250部隊（KLO部隊）の将校20名と兵士を招集して2個大隊規模の第1戦闘団が創設された。部隊は同年4月15日から、沖縄に駐留しているアメリカ陸軍特殊部隊群（US Army Special Forces; The Green Berets）の第1特殊部隊グループ（1st Special Forces Group）教育隊から空挺教育と特殊戦教育を受けた。1958年10月、第1空輸特戦団に改称
。
第1空輸特戦団は、大韓民国国軍の空挺教育と特殊戦教育の本拠地であっただけでなく、1963年から韓国軍初のスキー訓練を実施するなど様々な訓練の分野で「韓国軍の中で最初」という称号を持つほど特殊戦の分野で先進的・主導的な役割を行ってきた

。そして、他の複数の特殊部隊にも特戦教育団委託教育を介し様々な訓練を着実に教育し、技術を伝播させてくれる役割も果たしてきた。即ち、主に山岳/陸上特殊戦分野と公衆浸透の分野で主導的な役割を果たしてきた陸軍特戦司令部は、海上/海中浸透分野で主導的な役割を果たしてきた海軍UDT/SEALと並ぶ韓国軍特殊戦教育訓練の二大メッカであり、学校とも呼ばれる。
1960年代から黒山島対スパイ作戦と蔚珍/三陟地域対スパイ作戦、槐山ヨンプンリ対スパイ作戦、北平地球対スパイ作戦、西帰浦対スパイ作戦など、様々な対北朝鮮スパイ・ゲリラ作戦に投入された。
また、ベトナム戦争では空輸特戦団隊員が首都機械化歩兵師団（猛虎部隊）と第9歩兵師団（白馬部隊）に分割空輸特戦隊員として配属され参戦。長距離偵察任務などの特殊任務を遂行した。
1969年8月18日、ソウル市ヨンサンドンで、既存の第1空輸特戦団と東海岸警備司令部隷下に新設された第1、第2遊撃旅団を統合して、陸軍特殊作戦部隊の統合指揮部隊である特殊戦司令部が創設された。この「特殊戦司令部」の略語である特戦司令部という略称部隊名もこの時に起こった。

### 司令部創設後

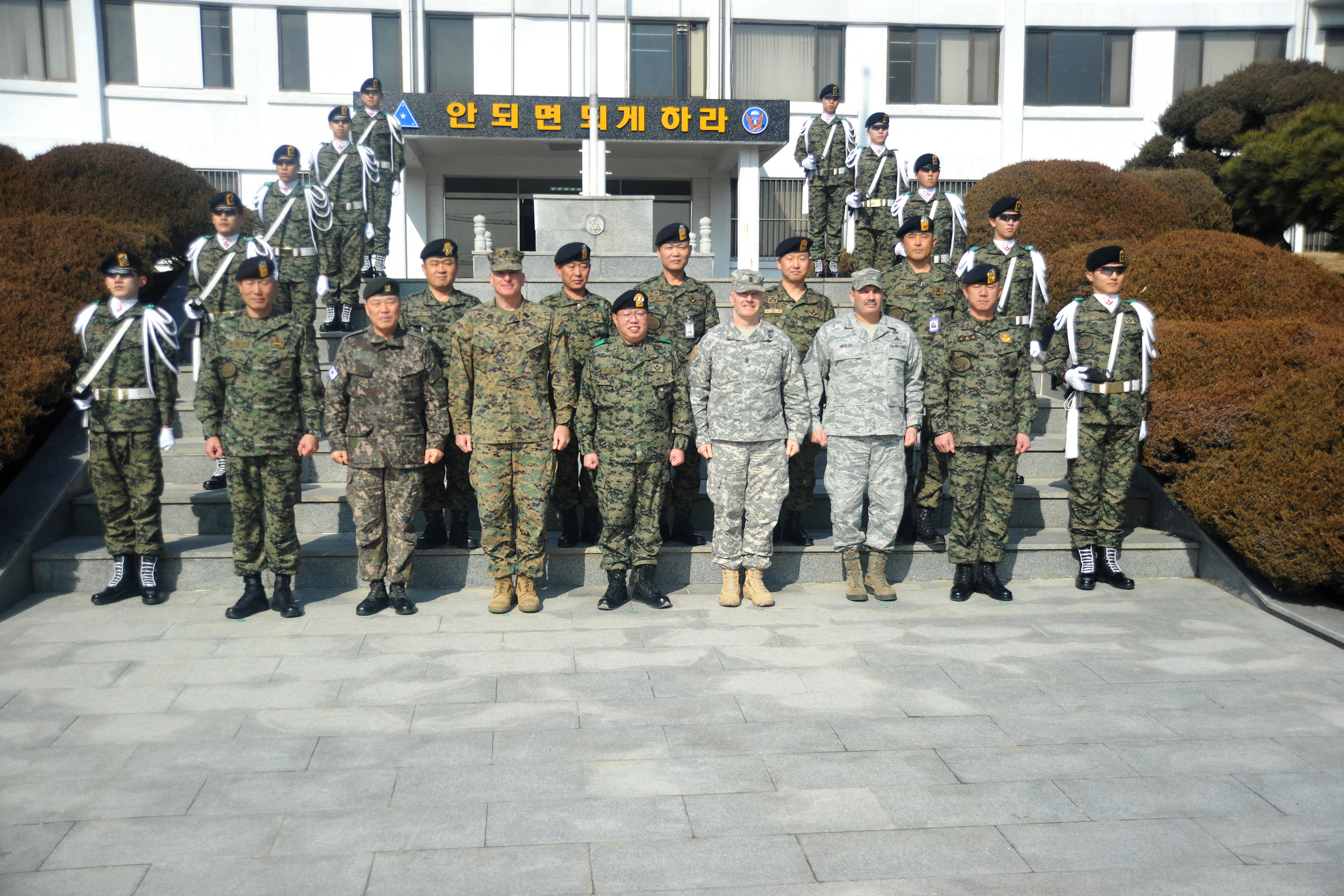
特殊戦司令部の指揮官たちと、同司令部を訪問した在韓米軍の上級下士官たちの記念撮影

司令部の創設以来、独自性が強化されると、特戦司令部隊員のみで構成された部隊が猛虎部隊と白馬部隊に別途編成され、1970年3月7日から1971年3月30日まで猛虎/白馬の空挺地区隊所属でベトナム戦争に派兵された。
1970年代より既存の3個旅団に加えて部隊の拡張が行われ、1977年の第13空輸特戦旅団創設を以て計7個旅団となった。
1976年には北側のポプラ事件に対する報復作戦に投入される 。
一方で5・16軍事クーデター以降空輸特戦団は度々軍事政変に加担しており、司令部設立後は隷下の旅団が政権掌握のために起こした粛軍クーデター（1979年）以降5・17非常戒厳令拡大措置と5.18光州民主化運動（1980年）などに投入され、国民から批判を浴びる不名誉な時期もあった。しかし、1980年代半ばを過ぎ、1986年アジア競技大会とソウルオリンピックの警護任務を正常に実行し、また、水害や崩壊事故をはじめとする各種災害にも優先的に投入され、調査、人命救助、負傷者の治療と復興事業に活躍しており、その他漢江水中浄化活動などの様々なボランティア活動にも積極的に参加、国民の部隊としての特戦部隊の地位を徐々に回復した。
1990年代初頭からは、平和維持など様々な任務を帯びた海外派兵の先頭に立って参加している。特に2010年には、既存の第5空輸特典旅団黒龍部隊をPKO専門部隊である国際平和支援団に改編した。

## 編成
特戦司令部は創設当時においては師団級に相当する部隊であり、特戦司令官の階級も通常は少将であるが、後に新たな空輸特戦旅団の設立と編入により軍団級レベルに拡張し、司令官も格上げで職務上軍団長相当の中将が任命されることとなった。現在隷下部隊に6つの空輸特戦旅団（准将指揮）と訓練部隊、国際平和支援団、そして海外での在留邦人救出を主とする対テロ部隊である第707特殊任務大隊（大佐指揮）がある。各旅団は、4個大隊で構成されており、また各大隊は少佐が指揮する3区隊に分けられる。各区隊の隷下には更に約10人前後の5つの中隊が構成されている。特戦司令部では、中隊をチームとも呼称する。

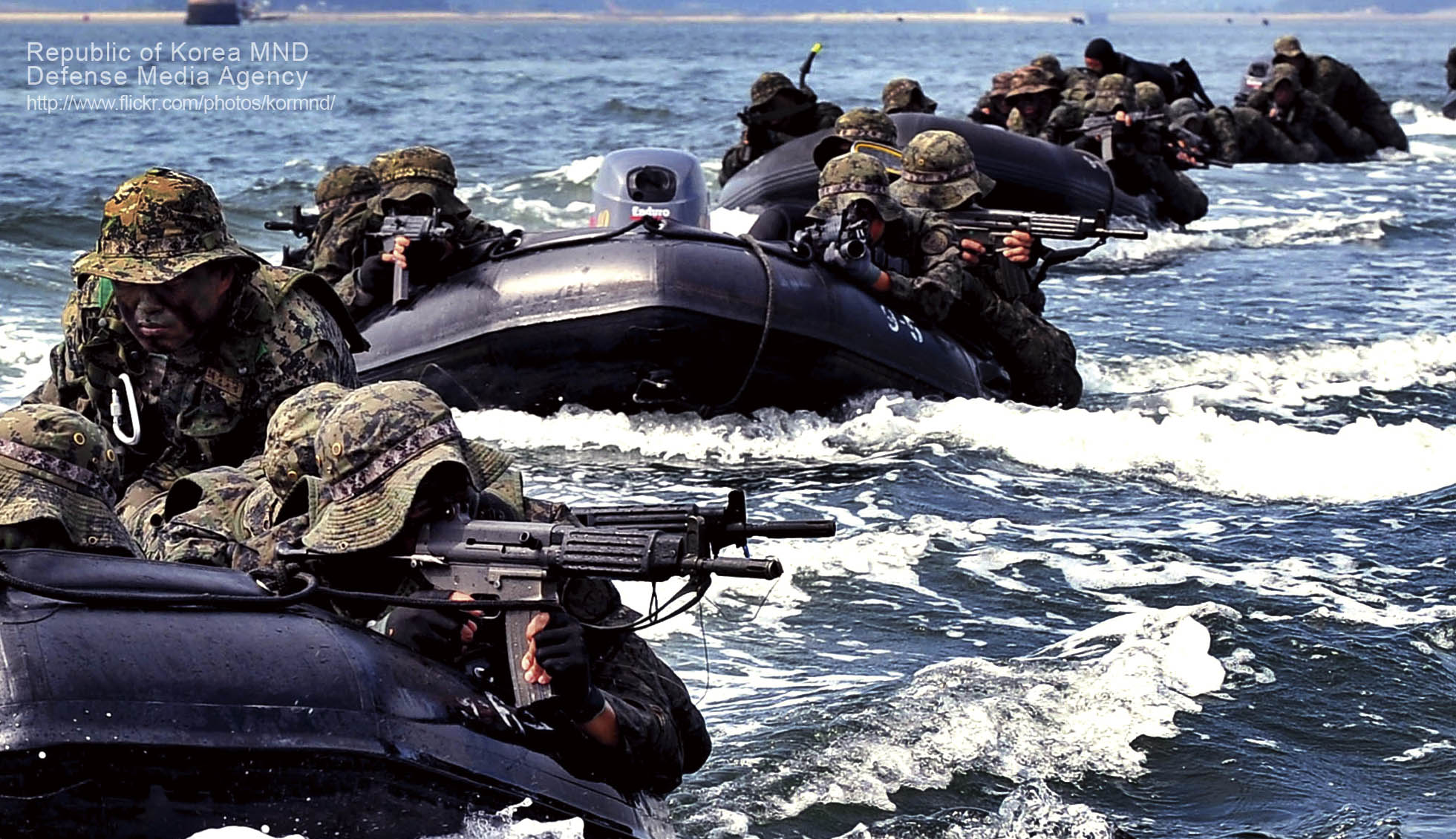
海上より上陸訓練中の第9旅団

なお空輸（韓: 공수、コンス）とは空挺の事。
- 司令部本部（通称:獅子部隊）
  - 特殊作戦旅団
    - 第1空輸特戦旅団（1958年4月1日創設、通称：イーグル部隊）
    - 第3空輸特戦旅団（朝鮮語版）（1969年1月1日創設、通称：飛虎部隊）
    - 第7空輸特戦旅団（朝鮮語版）（1974年10月1日創設、通称：天馬部隊）
    - 第9空輸特戦旅団（朝鮮語版）（1974年10月1日創設、通称：鬼星部隊）
    - 第11空輸特戦旅団（朝鮮語版）（1977年7月1日創設、通称：金蝙部隊）
    - 第13空輸特戦旅団（朝鮮語版）（1977年7月1日創設、通称：黒豹部隊）

  - 特殊戦訓練群
  - 第707特殊任務団（1982年4月17日創設、通称：白虎部隊）
  - 国際平和支援団（朝鮮語版）（2010年に第5空輸特殊作戦旅団より改編、通称：オンヌリ部隊）

## 年譜
- 1963年 - 韓国軍初のスキー訓練を実施。
- 1969年8月18日 - 特殊戦司令部設立。
- 1979年12月12日 - 粛軍クーデター。当時ソウル首都圏に駐留していた4個空輸特戦旅団のうち、第1・第3・第5の3個旅団の司令官がクーデター派の中心となったハナ会のメンバーであり、クーデター派として参加した。この際に反クーデター派だった特戦司令官の鄭柄宙少将がクーデター派の第3空輸特戦旅団長崔世昌（朝鮮語版）准将に拘束された他、朴熙道（朝鮮語版）准将が旅団長を務める第1空輸特戦旅団がクーデター派の主要兵力としてソウルに展開し、陸軍本部及び国防部を占拠した。
- 1980年5月 - 5.18光州民主化運動にて民主派の制圧に投入。
- 1986年12月3日 - ソ・ヨンウン軍曹秋風嶺武装脱走人質事件に投入。
- 1996年9月 - 江陵浸透事件に投入。
- 2024年12月3日 - 尹錫悦大統領が戒厳令を発令し、第1空輸特戦旅団、第707特殊任務団が戒厳部隊の一部として国会を封鎖[12]。同月16日、郭鍾根（朝鮮語版）特戦司令官が内乱重要任務従事などの容疑で逮捕された[13]。

## 歴代司令官
|      | 姓名           | 階級 | 任期                            | 出身     | 前職                     | 後職                   | 備考                   |
| ---- | -------------- | ---- | ------------------------------- | -------- | ------------------------ | ---------------------- | ---------------------- |
| 1    | 曹文煥         | 少将 | 1969年8月18日 - 1972年6月12日   | 陸士7期  |                          | 首都軍団長             |                        |
| 2    | 曺千成         | 少将 | 1972年6月12日 - 1974年12月10日  | 陸士8期  |                          |                        |                        |
| 3    | 鄭柄宙         | 少将 | 1974年12月10日 - 1979年12月13日 | 陸士9期  | 大統領警護室次長         | 予備役編入             | 粛軍クーデターで解任   |
| 4    | 鄭鎬溶         | 中将 | 1979年12月1日 - 1981年3月4日    | 陸士11期 | 第50歩兵師団長           | 第3軍司令官            | ハナフェ               |
| 5    | 朴熙道         | 中将 | 1981年 3月4日 - 1982年 11月10日 | 陸士12期 | 第26歩兵師団長           | 第1軍団長              | ハナフェ               |
| 6    | 崔雄           | 中将 | 1982年11月10日 - 1984年7月4日   | 陸士12期 |                          | 合同参謀本部長         |                        |
| 7    | 陸完植         | 中将 | 1984年7月4日 - 1987年1月15日    | 陸士13期 |                          | 空港管理公団理事長     |                        |
| 8    | 閔丙敦         | 中将 | 1987年1月15日 - 1988年6月30日   | 陸士15期 |                          | 陸士校長               | ハナフェ               |
| 9    | 李文錫         | 中将 | 1988年6月30日 - 1989年12月28日  | 陸士17期 |                          | 第1軍司令官            |                        |
| 10   | 徐完秀         | 中将 | 1989年12月28日〜1991年12月31日  | 陸士19期 |                          | 国軍機務司令官         |                        |
| 11   | 金炯璇         | 中将 | 1991年12月31日〜1993年4月2日    | 陸士20期 |                          | 陸軍参謀次長           |                        |
| 12   | 張昶珪         | 中将 | 1993年4月2日〜1995年4月17日     | 陸士21期 |                          | 陸士校長               |                        |
| 13   | 鄭永武         | 中将 | 1995年4月17日 - 1997年4月24日   | 陸士22期 |                          | 米韓連合司令部副司令官 |                        |
| 14   | 呉南泳         | 中将 | 1997年4月24日〜1998年11月2日    | 陸士24期 | 陸軍本部管理参謀部長     | 陸士校長               |                        |
| 15   | 金熙中         | 中将 | 1998年11月2日 - 2000年4月27日   | 陸士25期 |                          | 航空作戦司令官         |                        |
| 16   | 柳海槿         | 中将 | 2000年4月27日 - 2002年4月8日    | 陸士26期 |                          | 陸軍教育司令部司令官   |                        |
| 17   | キム・ユンソク | 中将 | 2002年4月8日 - 2004年5月29日    | 陸士27期 |                          | 第1軍副司令官          |                        |
| 18   | 白君基         | 中将 | 2004年5月29日〜2005年11月3日    | 陸士29期 | 陸大総長                 | 陸軍本部監察官         |                        |
| 19   | 金鎮勲         | 中将 | 2005年11月3日〜2007年10月31日   | 陸士30期 |                          | 陸軍歩兵学校長         |                        |
| 20   | 金相基         | 中将 | 2007年11月1日〜2009年4月22日    | 陸士32期 | 陸本戦力企画参謀部       | 国防部政策室長         |                        |
| 21   | チェ・ヨンリム | 中将 | 2005年11月3日〜2007年10月31日   | 陸士30期 |                          |                        |                        |
| 22   | 申鉉惇         | 中将 | 2005年11月3日〜2007年10月31日   | 陸士30期 | 合同参謀本部作戦企画部長 | 合同参謀本部作戦本部長 |                        |
| 23   | 崔翼鳳         | 中将 | 2011年11月16日 - 2012年3月10日  |          |                          | 予備役編入             | スキャンダルにより解任 |
| 代理 | 尹光燮         | 少将 | 2012年3月10日 - 2012年4月30日   |          | 副司令官                 |                        | 代理                   |
| 24   | 張駿圭         | 中将 | 2012年4月30日 - 2013年10月30日  | 陸士36期 | 陸軍情報作戦参謀部長     | 第1軍副司令官          |                        |
| 25   | 全仁釩         | 中将 | 2013年10月31日 - 2015年4月14日  | 陸士37期 | 韓米連合司令部部参謀長   | 第1軍副司令官          |                        |
| 26   | 張京錫         | 中将 | 2015年4月14日 - 2016年10月29日  | 陸士39期 | 国防部政策企画官         |                        |                        |
| 27   | 趙鍾卨         | 中将 | 2016年10月30日 - 2017年9月      | 陸士44期 |                          |                        |                        |
| 28   | 南泳臣         | 中将 | 2017年9月26日 - 2018年8月       | 学士23期 | 第3歩兵師団師団長        | 国軍機務司令官         |                        |

## 歴代参謀長
- 鄭鎬溶准将：1977年～